# Andrés Botello
Andrés Botello (fl. 1648/1672) foi um compositor português com atividade na Andaluzia durante o Barroco.

## Nome
O seu nome surge grafado Andrés Botello o que corresponde à forma portuguesa André Botelho. Frequentemente é justaposto também o sobrenome Alanhuza ou Oyambuja, talvez corrupções da forma lusa Azambuja.

## Biografia

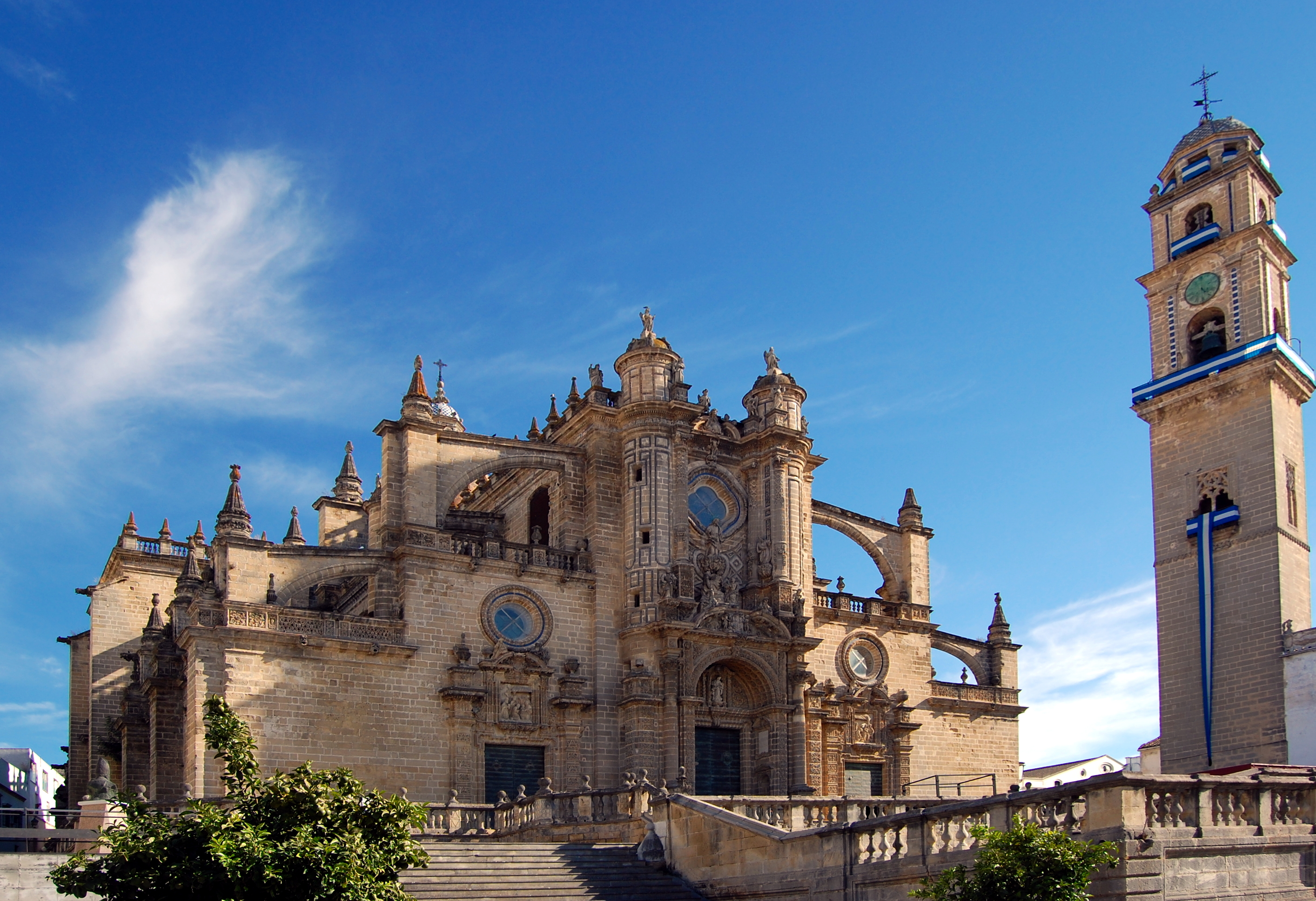
Antiga Colegiada de Xerez da Fronteira, atual catedral

Andrés Botello nasceu em Portugal durante o século XVII. Em 24 de abril de 1648, encontrando-se já estabelecido na Andaluzia com a sua família (em local incerto mas definitivamente não em Sevilha) concorreu ao cargo de mestre de capela da Igreja Colegial do Divino Salvador de Sevilha. Foi efetivamente contratado em 16 de agosto de 1650. O emprego não terá sido do seu agrado uma vez que terá sido multado várias vezes por deixar o seu posto, até que deixa finalmente este disponível apenas dois anos depois, antes do Natal de 1652. Foi substituído por Andrés Martínez.
Estabeleceu-se em Xerez da Fronteira, onde foi novamente mestre de capela da colegiada local, desde 1654 até 1672.

## Obra
Deixou obras religiosas e profanas, algumas viajaram até ao Novo Mundo e encontram-se no Arquivo Histórico Arquidiocesano de Guatemala e no Arquivo Musical da Catedral Primaz de Bogotá.
- "Celos, amor, confianza"
- "En las doradas arenas"
- "Por mudarse hará Menguilla"
- "Si deshaces, Niño, el hielo"[3]